# Flore Mbubu
Flore Mbubu, née le 25 mai 2000, est une taekwondoïste congolaise (RDC).

## Carrière
Flore Mbubu est médaillée de bronze dans la catégorie des moins de 46 kg aux Jeux africains de 2019 à Rabat.